# Eleutherodactylus olibrus
Espèce
Synonymes
- Eleutherodactylus auriculatus olibrus Schwartz, 1958

Eleutherodactylus olibrus est une espèce d'amphibiens de la famille des Eleutherodactylidae.

## Répartition
Cette espèce est endémique de la province de Pinar del Río à Cuba. Elle se rencontre dans la Sierra de los Órganos.

## Description
L'holotype de Eleutherodactylus olibrus, un mâle adulte, mesure 25,7 mm. Sa coloration dorsale est bronze métallique avec des marbrures blanches.

## Publication originale
- Schwartz, 1958 : A New Frog of the auriculatus Group of the Genus Eleutherodactylus from Western Cuba. Herpetologica, vol. 14, no 2, p. 69-77.